# 滝川中学校・高等学校
滝川中学校・高等学校（たきがわちゅうがっこう・こうとうがっこう）は、兵庫県神戸市須磨区宝田町に所在する私立中学校・高等学校。
滝川第二中学校・高等学校は姉妹校である。
2021年度より、生徒個人にiPadやSurfaceを配布するなどリモートの対応が可能になっている。

## 設備・環境
板宿駅から北、校門を通ってすぐの所に創立者の瀧川辨三の像が設置されている。
2002年完成の新館には普通教室、職員室、図書館などの主要施設が設けられている。隣には同年にリニューアルされた理科棟があり、理系教育の設備が充実している一方、家庭科室や技術教室は出来たが家庭科室では調理実習が不可能であり、技術教室では実習設備が少ない。5階に中学卒業式など様々な行事の行われる講堂がある本館も同年にリニューアルされており、それまで桃色だった外壁が白色に塗装された。その他に体育館がある。2024年に中高の一部コースで男女共学化されることに伴い、教室の廊下側の壁が一面窓になり、2025年度半ばの供用開始に併せて新体育館を建設中である。
そのほかにも、学校のよく使われる場所のリニューアルが行われる予定であり、2023年度より共学化の一環として、女子トイレが整備された。なお、整備にあたって同場所にあった休憩スペース「多目的コア」が女子トイレに転用された。
2021年度より、生徒個人にiPadやSurfaceを配布するなどリモートの対応が可能になっている。

## コース編成

### 2022年度から
2024年度より、中学校の「医進選抜コース」及び「Science Global 一貫コース」、高等学校の「Science Globalコース」は男女共学となった）
【中学校】
- Science Global 一貫コース（男女共学）
- 医進選抜コース（男女共学）
- ミライ探求一貫コース（男子のみ）

【高等学校】
- Science Global コース（男女共学）
- ミライ探求コース（男子のみ）

### 過去のコース編成

#### 2020年から2021年まで

##### 【中学校】
- 医進グローバルコース
- 医進コース
- 特進コース

#### 2017年から2022年度まで

##### 【高等学校】
- 国際理数コース
- 進学選抜コース

#### 2015年から2019年まで

##### 【中学校】
- 医進グローバルコース
- 医進コース
- 理進コース
- Future選抜コース（中学1年のみ）

#### 2010年から2014年まで

##### 【中学校】
- 医進コース
- スーパー特進コース
- 特進コース

##### 【高等学校】
- Ⅲ進系コース
- Ⅱ進系コース
- Ⅰ進系コース
- 中高一貫コース

#### 1999年から2009年まで

##### 【高等学校】
- Ⅰ進系コース
- Ⅱ進系コース
- Ⅲ進系コース
- Ⅳ進系コース

#### 2001年から2009年まで

##### 【中学校】
- 中学Aコース
- 中学Bコース

## 沿革
- 1918年 - 財団法人私立兵庫中学校設立
- 1919年 - 兵庫県瀧川中学校と改称
- 1947年 - 新制滝川中学校設置
- 1948年 - 新制滝川高等学校設置
- 1949年 - 財団法人瀧川学園に組織変更
- 1951年 - 学校法人瀧川学園に組織変更
- 1965年 - 全校舎改新築工事落成
- 1978年 - 理科棟竣工
- 1984年 - 第2校地に滝川第二高等学校新設
- 2000年 - 高校にI・II・III・IV進系の新コース編成
- 2001年 - 中学Aコース2クラス（1クラス減）中学Bコース2クラス（1クラス増）完全中高一貫制実施。
- 2002年 - 新校舎完成
- 2004年 - 中学校に新コース開設
- 2015年 - 中学校のコース改定
- 2018年 - 創立100周年
- 2022年 - 中学校・高校にコース改定。制服変更。
- 2024年 - 中学校の一部コース（Science Global一貫コース・医進選抜コース）と高校の一部コース（Science Global コース）で男女共学化[1][2]

## 部活動

### 中学校

#### 運動部
- サッカー部
- アーチェリー部
- バスケットボール部
- バドミントン部
- 野球部
- 陸上競技部
- 柔道部
- 卓球部
- 剣道部
- ラクロス同好会

#### 文化部
- インターアクトクラブ
- 将棋部
- イラスト部
- 生物部
- 書道部
- 鉄道研究部
- 写真部
- アンサンブル同好会

### 高校

#### 運動部
- サッカー部
- 卓球部
- 陸上競技部
- バスケットボール部
- アーチェリー部
- バレーボール部
- バドミントン部
- 柔道部
- 水泳部
- ソフトボール部
- 剣道部
- アメリカンフットボール部
- ラクロス同好会

#### 文化部
- インターアクトクラブ
- 将棋部
- イラスト部
- 生物部
- 書道部
- 鉄道研究部
- 写真部
- アンサンブル同好会

## 著名な出身者

### 実業
- 関本忠弘 - 元NEC代表取締役会長
- 中川勝博 - 元ビッグローブ代表取締役会長兼社長
- 栗花正雄 - スーパーマルハチ代表取締役社長

### 文化
- 直井潔 - 小説家
- 安田謙一 - 著作家
- 菱田信也 - 脚本家
- 白羽弥仁 - 映画監督
- 石本秀雄 - 撮影技師
- 小曽根実 - ピアニスト
- 平野亮一 - バレエダンサー
- 谷川浩司 - 将棋棋士
- 梅谷信行 - 情報工学者、東京大学准教授[3]
- 植田紳爾- 演出家、元宝塚歌劇団理事長[要出典]

### 芸能・放送
- 大脇拓平[要出典]
- 松原タニシ
- 桂三ノ助
- 杉田篤史
- 伊勢功一
- 北川剛
- 西村俊仁
- 池田善彦

### 野球
- 白木一二
- 湯浅芳彰
- 三田政夫
- 伊東甚吉
- 田中幸男
- 別所毅彦
- 青田昇
- 尾西信一
- 小林章良
- 阪田清春
- 米山光男
- 芝池博明
- 中尾孝義
- 島田芳明
- 木下智裕
- 石本貴昭
- 村田真一
- 池上誠一

### その他
- 辻本雄起 - ラグビー
- 栫裕保 - サッカー
- 芦尾長司 - 政治家
- 原武之 - 弁護士
- 今泉純一 - 弁護士、大学教授
- 木原功仁哉 - 弁護士、政治活動家

## その他
- 神戸地区での銀行業務検定、実用英語技能検定の試験会場である。